# Hội nghị giải trừ quân bị

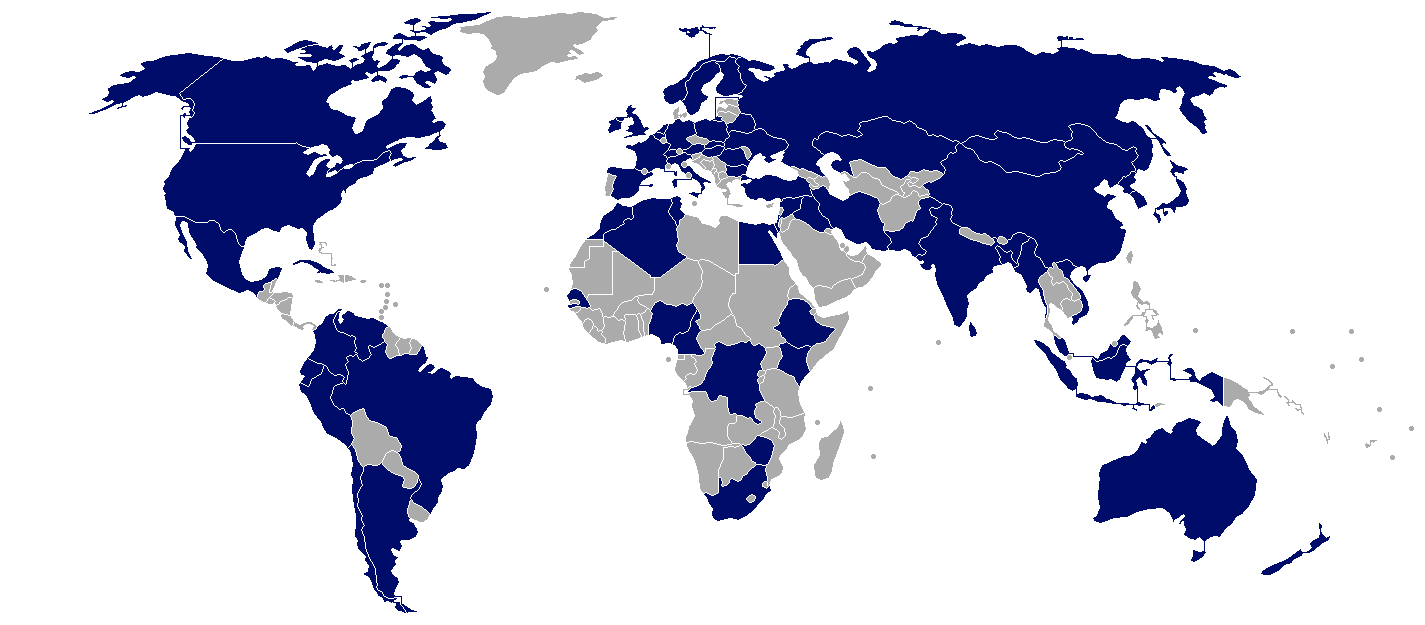
Các thành viên của Hội nghị giải trừ quân bị

Hội nghị giải trừ quân bị (tiếng Anh: Conference on Disarmament, viết tắt là CD) là một diễn đàn đa phương thương thuyết về giải trừ quân bị. Được thiết lập năm 1979, Hội nghị này kế tục "Ủy ban giải trừ quân bị Mười quốc gia" (Ten-Nation Committee on Disarmament) (1960), "Ủy ban giải trừ quân bị Mười tám quốc gia" (Eighteen-Nation Committee on Disarmament) (1962-68) và "Hội nghị Ủy ban giải trừ quân bị" (Conference of the Committee on Disarmament) (1969-78).
"Hội nghị giải trừ quân bị" được cộng đồng quốc tế lập ra, để thương thuyết đa phương việc kiểm soát vũ khí và đi đến các thỏa hiệp giải trừ quân bị. Tuy về mặt chính thức, Hội nghị không là một tổ chức của Liên Hợp Quốc, nhưng nó liên kết với Liên Hợp Quốc thông qua một nhân vật đại diện của Tổng thư ký Liên Hợp Quốc; vị đại diện này làm tổng thư ký của Hội nghị. Các Nghị quyết do Đại hội đồng Liên Hợp Quốc thông qua thường yêu cầu Hội nghị xem xét các vấn đề giải trừ quân bị đặc thù. Ngược lại, hàng năm Hội nghị báo cáo các hoạt động của mình cho Đại hội đồng Liên Hợp Quốc.

## Các thành viên
Hội nghị có 65 nước thành viên, đại diện mọi khu vực trên thế giới, trong đó có mọi nước có vũ khí hạt nhân được biết đến.
1. Algérie
2. Argentina
3. Úc
4. Áo
5. Bangladesh
6. Belarus
7. Bỉ
8. Brasil
9. Bulgaria
10. Cameroon
11. Canada
12. Chile
13. Trung quốc
14. Colombia
15. Cuba
16. CHDCND Triều Tiên (Bắc Triều Tiên)
17. Cộng hòa Dân chủ Congo
18. Ecuador
19. Ai Cập
20. Ethiopia
21. Phần Lan
22. Pháp
23. Đức
24. Hungary
25. Ấn Độ
26. Indonesia
27. Iraq
28. Ireland
29. Cộng hòa Hồi giáo Iran
30. Israel
31. Ý
32. Nhật Bản
33. Kazakhstan
34. Kenya
35. Malaysia
36. México
37. Mông Cổ
38. Maroc
39. Myanmar
40. Hà Lan
41. New Zealand
42. Nigeria
43. Na Uy
44. Pakistan
45. Peru
46. Ba Lan
47. Hàn Quốc (Nam Triều Tiên)
48. România
49. Liên bang Nga
50. Senegal
51. Slovakia
52. Nam Phi
53. Tây Ban Nha
54. Sri Lanka
55. Thụy Điển
56. Thụy Sĩ
57. Syria
58. Tunisia
59. Thổ Nhĩ Kỳ
60. Ukraina
61. Vương quốc Anh
62. Hoa Kỳ
63. Venezuela
64. Việt Nam
65. Zimbabwe

## Thảo luận
Hội nghị làm việc bằng sự nhất trí, và đã thương thuyết thành công Hiệp định vũ khí sinh học (Biological Weapons Convention) và Hiệp định vũ khí hóa học (Chemical Weapons Convention).
Hội nghị cũng đã có các nỗ lực lớn trên 3 năm ròng để soạn thảo văn bản Hiệp ước cấm thử hạt nhân toàn diện (Comprehensive Nuclear-Test-Ban Treaty) cùng 2 phụ bản, nhưng không đạt được sự nhất trí tán thành văn bản. Sau đó Úc đã gửi văn bản đệ trình Đại hội đồng Liên Hợp Quốc ở New York, như một dự thảo nghị quyết. Ngày 10.9.1996, Hiệp ước cấm thử hạt nhân toàn diện đã được chấp thuận với đại đa số, vượt quá 2 phần 3, các nước thành viên Đại hội đồng.